# یادگیری ادراکی
یادگیری ادراکی به تغییرهایی اشاره می‌کند که در مغز روی می‌دهند و بر نحوهٔ پردازش اطلاعات حسی تأثیر می‌گذارند، مانند هنگامی که از رایانه استفاده می‌کنیم و باید بیاموزیم که به برخی از محرک‌های خاص توجه کنیم، مانند ایکنها و کامندها. هم چنین می آموزیم که محرک‌هایی را که در ابتدا مشابه به نظر می‌رسیدند را از هم تشخیص دهیم. در دیگر مواقع انسان‌ها می آموزند که فقط بر یک قسمت از مجموعه محرک‌ها توجه داشته باشند. این کار سبب می‌شود تا مجبور نشوند همهٔ محرک‌های درون مجموعه را پردازش نمایند.